# Torsionsvinkel

Torsionsvinkeln (röd) ligger mellan två halvplan (ljusblå)

Torsionsvinkel (även vridningsvinkel) är en vinkel som ligger mellan två plan eller halvplan.

## Beräkning
Mellan två plan i {\displaystyle \mathbb {R} ^{3}} som skär varandra finns det fyra vinklar. Är någon av vinklarna rät, så är alla vinklarna räta. I annat fall så är två motstående vinklar lika och spetsiga, och två motstående vinklar lika och trubbiga. Räknar vi ut en vinkel, θ, blir det således trivialt att räkna ut övriga vinklar, som antingen är samma som θ, eller fås av 180°-θ.
Beräkning av en vinkel θ görs exempelvis genom att beräkna vinkeln mellan två normalvektorer, en från vardera plan.
Om vi har två plan på allmän form
{\displaystyle Ax+By+Cz+D=0}
{\displaystyle Ex+Fy+Gz+H=0}
så kan vi direkt utläsa normalvektorerna a och b från koefficienterna, och får då a = [A, B, C] och b = [E, F, G].
Enligt definitionen av skalärprodukt gäller följande samband:
{\displaystyle \mathbf {a} \cdot \mathbf {b} =\left\|\mathbf {a} \right\|\,\left\|\mathbf {b} \right\|\cos \theta }
{\displaystyle \left\|\mathbf {a} \right\|} och {\displaystyle \left\|\mathbf {b} \right\|} kallas vektorernas normer. Ibland används även beteckningarna magnituder eller längder.
Division med {\displaystyle \left\|\mathbf {a} \right\|\,\left\|\mathbf {b} \right\|} ger:
{\displaystyle \cos \theta ={\frac {\ \mathbf {a} \cdot \mathbf {b} }{\left\|\mathbf {a} \right\|\,\left\|\mathbf {b} \right\|}}}
I vårt fall är {\displaystyle \mathbf {a} \cdot \mathbf {b} =AE+BF+CG}, {\displaystyle \left\|\mathbf {a} \right\|={\sqrt {{A}^{2}+{B}^{2}+{C}^{2}}}} och {\displaystyle \left\|\mathbf {b} \right\|={\sqrt {{E}^{2}+{F}^{2}+{G}^{2}}}}
Insättning ger:
{\displaystyle \cos \theta ={\frac {\ \mathbf {a} \cdot \mathbf {b} }{\left\|\mathbf {a} \right\|\,\left\|\mathbf {b} \right\|}}={\frac {\ AE+BF+CG}{{\sqrt {{A}^{2}+{B}^{2}+{C}^{2}}}{\sqrt {{E}^{2}+{F}^{2}+{G}^{2}}}}}}
Vinkeln θ erhålls genom att ta arccos av högerledet.
Om vi vet att vinkeln vi vill ha är spetsig, kan uttrycket {\displaystyle \cos \theta ={\frac {\ \mathbf {a} \cdot \mathbf {b} }{\left\|\mathbf {a} \right\|\,\left\|\mathbf {b} \right\|}}} ersättas med {\displaystyle \cos \theta ={\frac {\ |\mathbf {a} \cdot \mathbf {b} |}{\left\|\mathbf {a} \right\|\,\left\|\mathbf {b} \right\|}}}
Detta fungerar eftersom nämnaren alltid kommer vara positiv, så om vi tvingar fram en positiv täljare blir hela högerledet positivt, och cos θ är positivt för {\displaystyle 0^{\circ }<\theta <90^{\circ }} men inte för {\displaystyle 90^{\circ }\leq \theta <180^{\circ }}.